# Ночная сиделка
«Ночная сиделка» (англ. Night Nurse) — криминальная драма 1931 года.

## Сюжет
Лора Харт учится на курсах медицинских сестер, твердо решив целиком посвятить себя этому делу. Однажды ночью в больницу привозят бутлегера по имени Морти. Лора и её сокурсница Мэлони устанавливают, что Морти получил огнестрельное ранение, и, поддавшись на его уговоры, соглашаются не сообщать об этом в полицию. Морти клянется Лоре в дружбе и присылает бутылку спиртного в подарок.
Окончив курсы, Лора и Мэлони нанимаются в сиделки к Нанни и Десни, дочерям богатой алкоголички миссис Ричи, которую снабжает алкоголем её шофер — а на самом деле гангстер — по имени Ник. Лора ухаживает за девочками в ночную смену и вскоре понимает, что их морят голодом. Она рассказывает об этом их личному врачу, доктору Рэнжеру, но тот заверяет её, что такое невозможно.
Экономка миссис Максвелл, тоже заподозрив неладное, советует Лоре искупать девочек в молоке, так как когда-то этот способ спас жизнь её племянницы. Морти привозит молоко Лоре, но в дело вмешивается Ник и выливает молоко. По мнению экономки, Ник и доктор Рэнжер сговорились, решив заморить детей голодом до смерти и получить контроль над их трастовым фондом.
Вознамерившись во что бы то ни стало спасти девочек, Лора приводит своего старого знакомого доктора Белла, и он, несмотря на препятствие в лице Ника, делает им переливание крови. Далее Лора отправляется в полицию, чтобы сообщить о заговоре, и Морти сообщает девушке, что его друзья уже «позаботились» о Нике.

## В ролях
- Барбара Стэнвик — Лора Харт
- Бен Лайон — Морти
- Джоан Блонделл — Мэлони
- Кларк Гейбл — Ник
- Бланш Фридеричи — Миссис Максвелл, экономка
- Шарлотта Мериам — Миссис Ричи
- Ральф Гарольд — Доктор Мильтон Рэнжер